# San Francisco, Hidalgo kommun
San Francisco är en ort i Mexiko.   Den ligger i kommunen Hidalgo och delstaten Tamaulipas, i den centrala delen av landet, 500 km norr om huvudstaden Mexico City. San Francisco ligger 278 meter över havet och antalet invånare är 450.
Terrängen runt San Francisco är platt. Runt San Francisco är det glesbefolkat, med 9 invånare per kvadratkilometer. Närmaste större samhälle är Oyama, 12,2 km sydost om San Francisco. Trakten runt San Francisco består i huvudsak av gräsmarker.